# CAMM (内存模块)
压缩附加内存模块（Compression Attached Memory Module，简称CAMM），是一种使用平面网格阵列封装的内存模块，由戴尔工程师Tom Schnell开发，作为SO-DIMM的替代品。与SO-DIMM相比，CAMM可以使内存以更低的功率和更高的速度运行。
目前CAMM已由JEDEC根据JESD318标准化为CAMM2。